# Bodoni
Bodoni és una sèrie de lletres tipogràfiques dissenyades inicialment per Giambattista Bodoni (1740-1813) l'any 1798. La família tipogràfica està classificada com una Didone moderna. Bodoni va seguir les idees de John Baskerville (augment del contrast de traç que reflecteix la tecnologia d'impressió en desenvolupament i un eix més vertical), amb un contrast incrementat de les línies i unes majúscules més verticals, lleugerament condensades, però les va portar a una conclusió més extrema. Bodoni va tenir una llarga carrera i els seus dissenys van canviar i variar, acabant amb una tipografia d'una estructura subjacent lleugerament condensada amb serifs planes, contrast extrem entre traços gruixuts i prims i una construcció geomètrica general.
Quan es van publicar per primera vegada, Bodoni i altres tipus de lletra Didone es van anomenar dissenys clàssics a causa de la seva estructura racional. Tanmateix, aquests tipus de lletra no eren versions actualitzades d'estils de lletres romanes o renaixentistes, sinó nous dissenys. Van passar a anomenar-se fonts serif "modernes"; des de mitjans del segle xx, també es coneixen com a dissenys de Didone.